# Latinska zveza
Latinska zveza (tudi Lacijska zveza) je bila zveza 30 mest, ustanovljena leta 494 pr. n. št. v Laciju. Zveza je delovala pod vodstvom Rima, najmočnejšega mesta v zvezi in je bila usmerjena proti Etruščanom.
Prvotno je bila podvodstvom mesta Alba Longa, nato je primat prevzel antični Rim.
Glej tudi:
- Rimsko latinske vojne
- Latinci